# Desmoclystia continuata
Desmoclystia continuata är en fjärilsart som beskrevs av Helmut Sick 1941. Desmoclystia continuata ingår i släktet Desmoclystia och familjen mätare. Inga underarter finns listade i Catalogue of Life.